# Maria Magdalena Postel

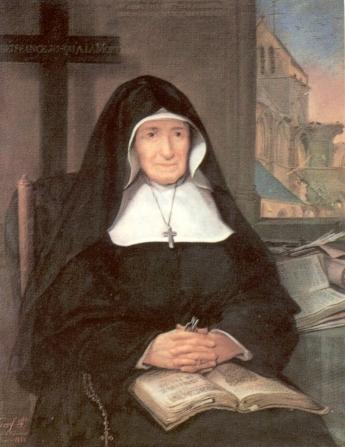
Maria Magdalena Postel (um 1840)

Maria Magdalena Postel (Bürgerlicher Name: Julie Françoise Catherine Postel; * 28. November 1756 in Barfleur; † 16. Juli 1846 in Saint-Sauveur-le-Vicomte) war eine französische katholische Ordensgründerin. Sie gründete die Gemeinschaft der Schwestern der heiligen Maria Magdalena Postel.

## Leben und Wirken
Julie Françoise Catherine Postel wurde als erstes Kind des Seilers Jean Postel und seiner Ehefrau Thérèse Levalois 1756 in Barfleur in der Normandie geboren. Im Jahre 1768 trat sie in die Schule der Benediktinerinnen der Königlichen Abtei Valognes ein und lernte dort bis 1774. Mit 18 Jahren kehrte sie in ihren Heimatort zurück und gründete dort eine Schule mit Internat, in der Unterricht nach den Ansätzen des französischen Reformpädagogen Jean Baptiste de La Salle (1651–1719) erteilt wurde. Während der Französischen Revolution gab sie trotz Verbots Religionsunterricht und beherbergte unter anderen verfolgte Geistliche. Am 13. Februar 1798 trat sie in den Dritten Orden des Heiligen Franziskus ein. Am 8. September 1807 gründete sie mit Catherine Bellot, Marie Viel und Angélique Ledanois die Gemeinschaft der Armen Töchter von der Barmherzigkeit. Sie wählte für sich den Namen Maria Magdalena. Ab dem Jahr 1832 bauten die Schwestern der Gemeinschaft ein Mutterhaus in der verfallenen ehemaligen Benediktinerabtei Saint-Sauveur-le-Vicomte auf. Im Jahr 1846 starb Maria Magdalena Postel und hinterließ zu diesem Zeitpunkt eine Gemeinschaft mit 37 Niederlassungen, 150 Schwestern und 20 Novizinnen.
Sie wurde am 17. Mai 1908 von Papst Pius X. selig- und am 24. Mai 1925 durch Papst Pius XI. heiliggesprochen. Ihr Gedenktag in der Liturgie ist der 16. Juli.

## Die Ordensgemeinschaft
Auf die Gründung der Armen Töchter von der Barmherzigkeit im Jahre 1807 folgten 25 Jahre der Wanderschaft auf der Suche nach einem geeigneten Ordenshaus, bis 1832 eine verfallene Benediktinerabtei erworben wurde. Haupttätigkeit der Schwestern in dieser Zeit war die Erziehung von Mädchen.
Nach dem Tod der Gründerin wurde Placida Viel (1815–1877) ihre Nachfolgerin, die die erste Niederlassung in Deutschland gründete. Während des Kulturkampfes mussten die Schwestern Deutschland verlassen. Erst 1882 kehrten sie zurück und eröffneten 1887 das Mutterhaus in Heiligenstadt neu.
Während des Ersten Weltkrieges waren die Schwestern gezwungen, die Verbindungen nach Frankreich zu unterbrechen. Aufgrund dessen kam es 1920 zur Gründung einer selbstständigen deutschen Kongregation. In den folgenden Jahren erfolgten Gründungen in den Niederlanden, in Bolivien und Brasilien.
Nach dem Zweiten Weltkrieg war das Mutterhaus Heiligenstadt von Westdeutschland abgeschnitten, wo der Orden viele Häuser unterhielt; deshalb wurde 1947 das Generalat vorläufig nach Geseke verlegt. Nach dem Bau der innerdeutschen Mauer wurde in Bestwig ein Bergkloster errichtet, das als Sitz der Generalleitung diente. Fast 25 Jahre nach dem Fall der Mauer wurde das Generalat im Jahr 2003 nach Heiligenstadt zurückverlegt und im Bergkloster Bestwig die Leitung der europäischen Provinz eingerichtet.
2007 feierte die Ordensgemeinschaft ihr 200-jähriges Bestehen.